# Sarah Hendrickson

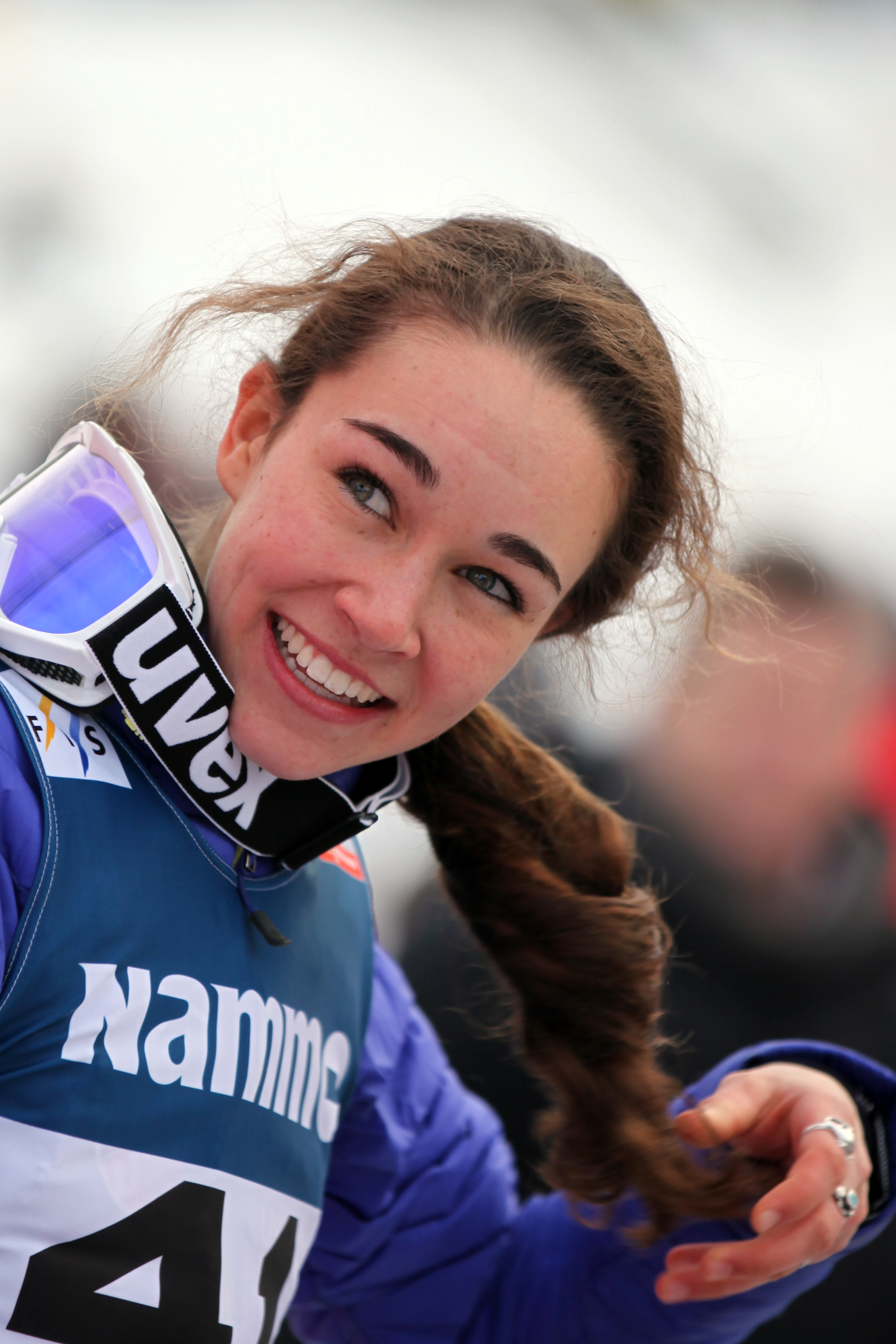
Hendrickson nach ihrem Weltcupsieg in Hinterzarten, 2013

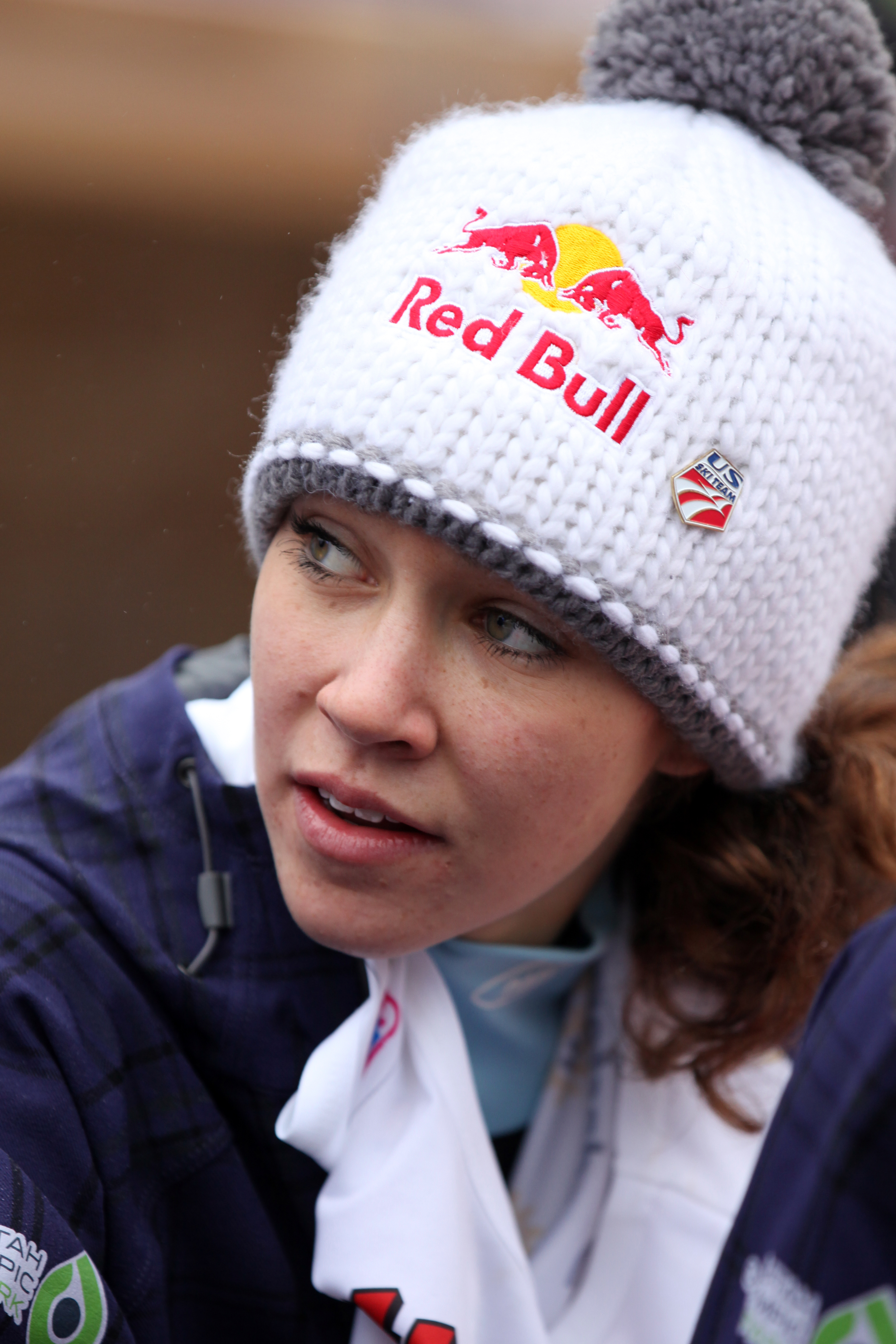
Hendrickson in Schonach, 2013

Sarah Hendrickson (* 1. August 1994 in Salt Lake City) ist eine ehemalige US-amerikanische Skispringerin.

## Werdegang
Hendrickson war ab dem 16. Februar 2008 im Continental Cup zu sehen. Bei den Juniorenweltmeisterschaften 2008 in Zakopane belegte sie den 16. Platz. Sie gewann am 7. Februar 2009 in Zakopane ihr erstes Continental-Cup-Springen. Bei den ersten Nordischen Skiweltmeisterschaften 2009 für die Frauen in Liberec belegte sie den 29. Platz. Bei ihren zweiten Juniorenweltmeisterschaften 2010 in Hinterzarten gewann sie die Bronzemedaille und bei den Juniorenweltmeisterschaften 2011 in Otepää belegte sie den 18. Platz. Bei ihren zweiten Nordischen Skiweltmeisterschaften 2011 in Oslo belegte sie den 16. Platz. Am 3. Dezember 2011 trat sie beim ersten Weltcupspringen der Frauen im norwegischen Lillehammer an, das sie souverän gewann. Nach insgesamt neun Weltcupsiegen in dieser Saison wurde sie am Ende auch erste Gesamtweltcupsiegerin der Damen. Bei den Nordischen Junioren-Skiweltmeisterschaften 2012 in Erzurum holte sie die Silbermedaille im Einzelwettbewerb als Zweite hinter Sara Takanashi.
Bei den Nordischen Junioren-Skiweltmeisterschaften 2013 in Liberec belegte Hendrickson den sechsten Rang im Einzel und den achten Rang mit der US-amerikanischen Mannschaft. Bei den Nordischen Skiweltmeisterschaften 2013 im Val di Fiemme sicherte sie sich am 22. Februar 2013 erstmals den Weltmeistertitel. Im erstmals ausgetragenen Mixed-Teamwettbewerb wurde sie Sechste. In derselben Saison sicherte sich Hendrickson beim Weltcup-Finale am traditionsreichen Holmenkollen in Oslo den Sieg beim ersten Damen-Weltcup auf einer Großschanze.
Am 21. August 2013 stürzte Hendrickson bei einem Trainingssprung in Oberstdorf schwer und zog sich einen Kreuzbandriss im rechten Knie zu. In ersten Zeitungsberichten war davon die Rede, dass die Weltmeisterin von 2013 bei den Olympischen Spielen 2014 in Sotschi gar nicht oder nur mit großem Trainingsrückstand antreten wird können. Im Januar wurde dann bekannt gegeben, dass Hendrickson ihr Comeback bei Olympia in Sotschi plant. Da bei den Olympischen Spielen nach umgekehrter Reihenfolge des Weltcup-Stands gestartet wird, eröffnete Hendrickson als erste Springerin den Wettkampf und belegte bei der Olympiapremiere des Damenskispringens Platz 21. Das Springen bei den Olympischen Winterspielen war der einzige Wettkampf, an dem sie in der Saison 2013/14 nach ihrer Verletzung teilnahm.
Nach den Olympischen Spielen unterzog sie sich einer weiteren Operation im Knie. Ihr erster Wettbewerb nach einer mehrmonatigen Pause waren zwei Continental-Cup-Springen in Trondheim am 27. und 28. September 2014, die sie jeweils auf dem zweiten Platz beendete. In der Saison 2014/15 startete Hendrickson dann wieder im Weltcup. Sie erzielte drei Podestplatzierungen, konnte aber keinen weiteren Sieg feiern. Im Gesamtweltcup belegte die den achten Rang. Bei den Nordischen Skiweltmeisterschaften 2015 in Falun belegte sie den sechsten Rang im Einzel und wurde mit der US-amerikanischen Mannschaft Siebte im Mixed-Teamwettbewerb.
Im Juni 2015 verletzte sich Hendrickson bei einem Trainingssprung erneut am rechten Knie und musste sich im September 2015 einer Operationen unterziehen. Aufgrund dieser Verletzung verpasste sie die gesamte Saison 2015/16.
Hendrickson gab das Comeback nach ihrer Verletzung zum Weltcup-Auftakt Anfang Dezember 2016 in Lillehammer. Im Verlauf der Saison 2016/17 erzielte sie mehrere Top-Ten-Platzierungen, kam aber nicht über Platz acht hinaus. Sie belegte in der Regel Platzierung von Platz elf bis zwanzig. Im Gesamtweltcup belegte die den 14. Rang. Bei den Nordischen Skiweltmeisterschaften 2017 in Lahti belegte sie den 23. Platz im Einzel und wurde mit der US-amerikanischen Mannschaft Achte im Mixed-Teamwettbewerb.
In der Saison 2017/18 wurden ihre Leistungen weiterhin schlechter. Sie erreichte im Weltcup nur einmal die Punkteränge als 26. in Oberstdorf. Mit fünf Punkten belegte sie den 49. Rang im Gesamtweltcup. Durch einen Sieg bei den US Olympic Trials in Park City am 31. Januar 2017 sicherte sie sich ihre persönliche Startberechtigung für die Olympischen Winterspiele 2018 in Pyeongchang. Bei ihrer zweiten Olympiateilnahme belegte sie im Einzelwettbewerb auf der Normalschanze als beste US-Amerikanerin den 19. Platz.
Nach anderthalbjähriger Skisprungpause gab Hendrickson ihr Comeback im September 2019 beim Continental-Cup-Wettbewerb in Lillehammer. Dabei belegte sie den sechsten Rang vom Lysgårdsbakken. Das letzte Springen ihrer Karriere absolvierte sie eine Woche später, als sie beim Continental Cup in Stams Neunte wurde.

## Sonstiges
Sie war Athletensprecherin.
Sara Takanashi bezeichnete Henrickson im Jahr 2017 als ihr Vorbild.

## Erfolge

### Weltcupsiege im Einzel
| Nr. | Datum            | Ort           | Typ           |
| --- | ---------------- | ------------- | ------------- |
| 01. | 3. Dezember 2011 | Lillehammer   | Normalschanze |
| 02. | 8. Januar 2012   | Hinterzarten  | Normalschanze |
| 03. | 14. Januar 2012  | Val di Fiemme | Normalschanze |
| 04. | 15. Januar 2012  | Val di Fiemme | Normalschanze |
| 05. | 11. Februar 2012 | Ljubno        | Normalschanze |
| 06. | 12. Februar 2012 | Ljubno        | Normalschanze |
| 07. | 3. März 2012     | Yamagata      | Normalschanze |
| 08. | 4. März 2012     | Yamagata      | Normalschanze |
| 09. | 9. März 2012     | Oslo          | Normalschanze |
| 10. | 8. Dezember 2012 | Sotschi       | Normalschanze |
| 11. | 13. Januar 2013  | Hinterzarten  | Normalschanze |
| 12. | 15. März 2013    | Trondheim     | Normalschanze |
| 13. | 17. März 2013    | Oslo          | Großschanze   |

### Continental-Cup-Siege im Einzel
| Nr. | Datum            | Ort          | Typ           |
| --- | ---------------- | ------------ | ------------- |
| 01. | 7. Februar 2009  | Zakopane     | Normalschanze |
| 02. | 15. August 2010  | Bischofsgrün | Normalschanze |
| 03. | 20. Januar 2012  | Zakopane     | Normalschanze |
| 04. | 19. Februar 2012 | Liberec      | Normalschanze |

## Statistik

### Weltcup-Platzierungen
| Saison  | Platz | Punkte |
| ------- | ----- | ------ |
| 2011/12 | 01.   | 1169   |
| 2012/13 | 02.   | 1047   |
| 2014/15 | 08.   | 0399   |
| 2016/17 | 14.   | 0311   |
| 2017/18 | 49.   | 0005   |

### Grand-Prix-Platzierungen
| Saison | Platz | Punkte |
| ------ | ----- | ------ |
| 2013   | 21.   | 0080   |
| 2017   | 14.   | 0099   |

### Continental-Cup-Platzierungen
| Saison  | Platz | Punkte |
| ------- | ----- | ------ |
| 2007/08 | 43.   | 0042   |
| 2008/09 | 19.   | 0198   |
| 2009/10 | 06.   | 0524   |
| 2010/11 | 21.   | 0237   |
| 2011/12 | 02.   | 0420   |
| 2014/15 | 02.   | 0255   |
| 2019/20 | 47.   | 0069   |

### Schanzenrekorde
| Ort     | Land       | Weite               | aufgestellt am  | Rekord bis |
| ------- | ---------- | ------------------- | --------------- | ---------- |
| Liberec | Tschechien | 106,0 m (HS: 100 m) | 26. Januar 2013 | aktuell    |